# Paripochira
Paripochira is een kevergeslacht uit de familie van de boktorren (Cerambycidae). De wetenschappelijke naam van het geslacht werd voor het eerst geldig gepubliceerd in 1957 door Breuning.

## Soorten
Paripochira omvat de volgende soorten:
- Paripochira excavatipennis Breuning, 1957
- Paripochira griseosignata Breuning, 1957